# Herz-Jesu-Basilika (Valencia)

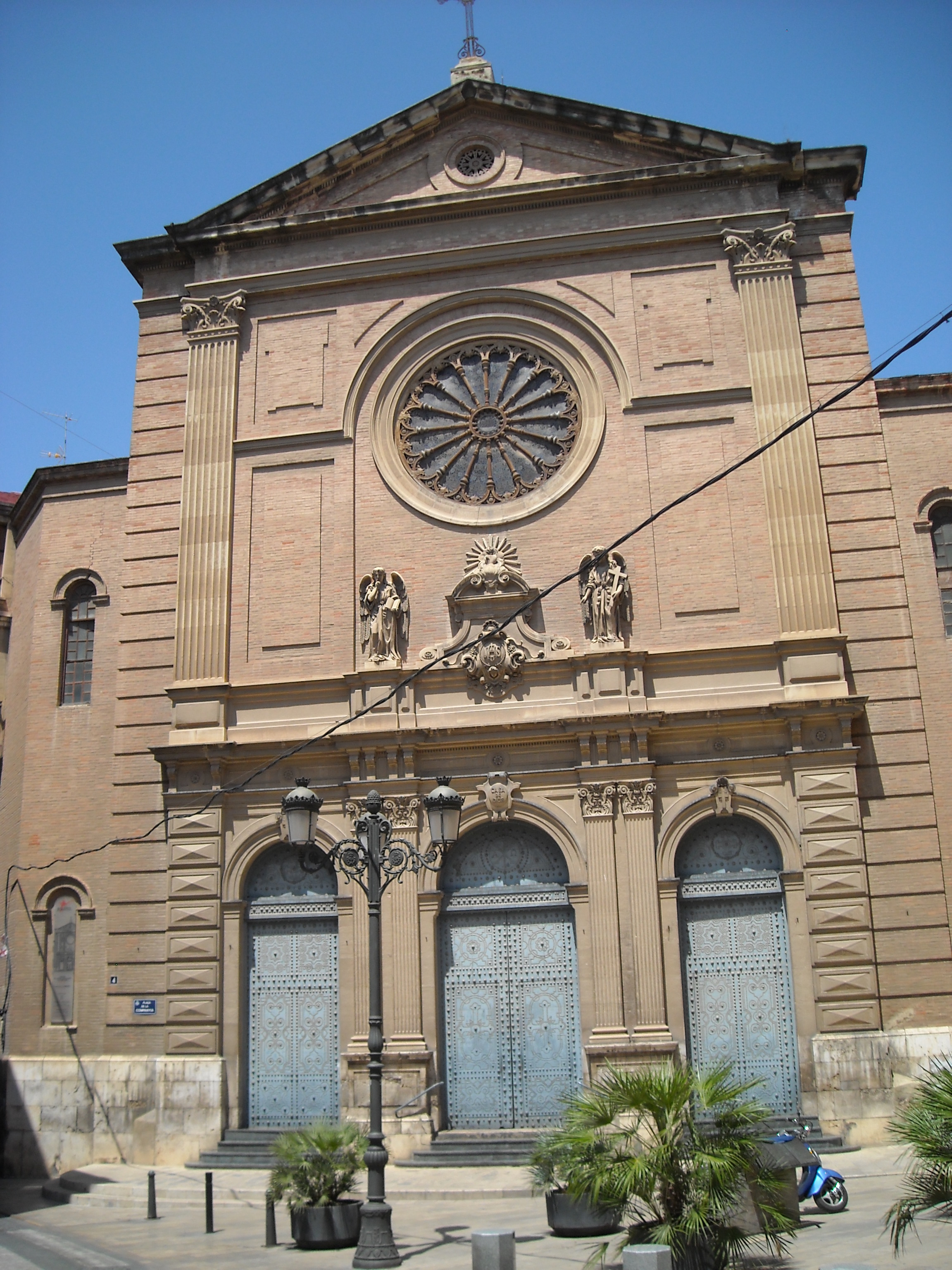
Herz-Jesu-Basilika

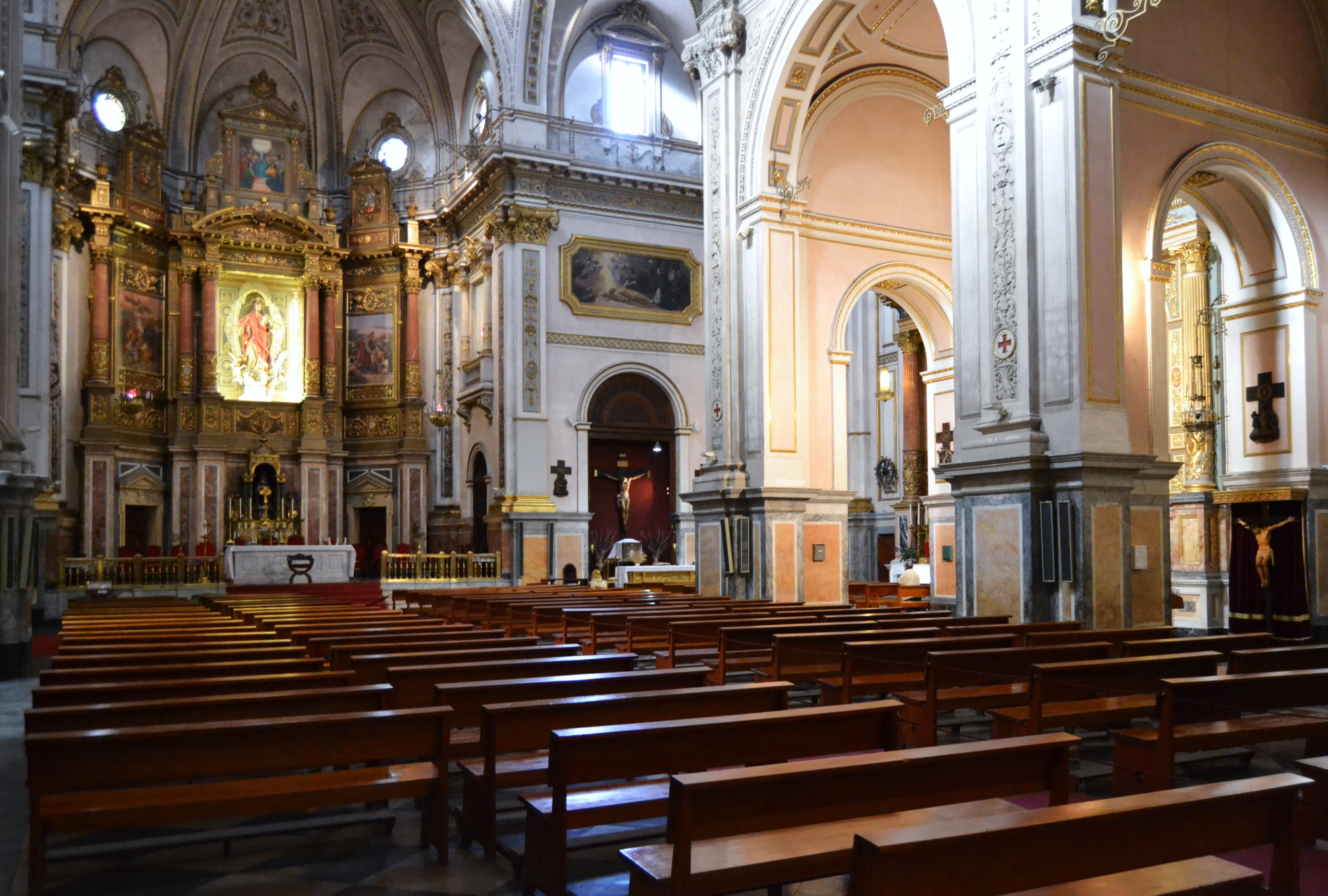
Innenraum

Die Basilika des Heiligsten Herzens Jesu (valencianisch Basílica del Sagrat Cor de Jesús, spanisch Basílica del Sagrado Corazón de Jesús) ist ein römisch-katholisches Kirchengebäude im Zentrum der spanischen Mittelmeerstadt Valencia. Die Kirche des Erzbistums Valencia wurde Ende des 19. Jahrhunderts auf den Fundamenten einer Jesuitenkirche im historisierenden Stil errichtet. Sie steht unter Denkmalschutz und hat den Rang einer Basilica minor.

## Geschichte
Die Klosterkirche der Jesuiten stammte aus dem Jahr 1595 und war 1700 fertiggestellt worden. Sie war im Stil der Kirche Il Gesù in Rom gestaltet worden. Während des Sexenio Revolucionario von 1868 mit der Auflösung des Klosters wurde sie abgerissen, die anderen Gebäude aber weiter genutzt. Im Jahr 1886 wurde die Kirche nach einem Entwurf des Architekten Joaquín María Belda Ibáñez neobarock wiederaufgebaut, die räumliche Aufteilung der Vorgängerkirche wurde beibehalten. Die Kuppel musste 1956 mit Änderungen instand gesetzt werden. 2019 verlieh Papst Franziskus der Kirche den Titel einer Basilica minor.

## Beschreibung
Die einschiffige, nach Norden ausgerichtete Wandpfeilerkirche hat den Grundriss eines lateinischen Kreuzes mit einem breiten Querhaus. Die seitlichen Gänge mit halber Höhe werden mit Seitenkapellen genutzt. Sie ist mit 22 m Länge und 25 m Breite kurz gestaltet. Die 20 m hohen Tonnengewölbe des Mittelschiffs mit Lünettenfenstern sowie die des Querhauses führen zur Vierung mit einer innen 32 m hohen Kuppel, deren acht Seiten durchfenstert sind. Die Apsis schließt unmittelbar mit einem aus der Gotik überkommenen Fünfachtelschluss an die Vierung an und wird mit Oculi beleuchtet. Die historistische Hauptfassade besteht aus einer ersten Etage mit drei Türen mit Rundbögen und Pilasterschäften und einem zweiten oberen Abschnitt mit einer eisernen Fensterrose in der Mitte.
Unter der Vierung befindet sich eine Krypta. Unter dem Ostquerhaus wurde eine alte Krypta mit etwa 18 m² und gotischen Bögen einer ursprünglichen Kirche entdeckt.